# Stok (województwo mazowieckie)
Stok – wieś sołecka w Polsce położona w województwie mazowieckim, w powiecie ostrowskim, w gminie Ostrów Mazowiecka.
Wieś szlachecka położona była w drugiej połowie XVI wieku w powiecie ostrowskim ziemi nurskiej. W latach 1975–1998 miejscowość położona była w województwie ostrołęckim.
Miejsce bitwy stoczonej przez powstańców styczniowych między 4 a 5 maja 1863 pod dowództwem Ignacego Mystkowskiego. Powstańcze siły liczyły ponad 1200 osób – strzeleców, kosynierów i kawalerzystów. Oddziałami strzelców i kosynierów dowodzili Ignacy Mystkowski, Karol Frycze, Jan Podbielski i Władysław Ostaszewski, a kawalerią Bronisław Deskur. W skład sztabu wchodził ponadto Teofil Dąbrowski, brat Jarosława Dąbrowskiego. Pokonany carski oddział dowodzony był przez księcia Tichomirowa. W nagrodę za tę zwycięską bitwę Rząd Narodowy awansował Ignacego Mystkowskiego na stopień podpułkownika.
Wierni kościoła rzymskokatolickiego należą do parafii cywilno-wojskowej św. Jozafata Biskupa w Komorowie.
Przez wieś przepływa rzeka Wymakracz.